# Rodriguezia bockiae
Rodriguezia bockiae är en orkidéart som beskrevs av David Edward Bennett och Eric Alston Christenson. Rodriguezia bockiae ingår i släktet Rodriguezia och familjen orkidéer. Inga underarter finns listade i Catalogue of Life.